# Liste der Mitglieder des Landtags des Herzogtums Sachsen-Altenburg (1863–1865)
Diese Liste gibt einen Überblick über alle Mitglieder des Landtages des Herzogtums Sachsen-Altenburg von 1863 bis 1865.

## Allgemeines
Die Abgeordneten wurden gemäß dem Wahlgesetz vom 1. Mai 1857 bestimmt. Der Landtag bestand danach aus 8 direkt gewählten Abgeordneten des Ritterstandes, 8 indirekt gewählten Vertretern der Städte, 8 indirekt gewählten Vertreten der Landbevölkerung und einem Vertreter des Handels- und fabrikstandes. Die Abgeordneten wurden für sechs Jahre gewählt. Jeweils die Hälfte schied nach drei Jahren aus und wurde in Neuwahlen ersetzt. Für jeden Abgeordneten wurde auch ein Vertreter gewählt.

## Liste
| Abgeordneter                                                     | Beschreibung                                           | Kurie                    | Gewählt | Wahlbezirk                                             | Stellvertreter                           | Beschreibung                                           |
| ---------------------------------------------------------------- | ------------------------------------------------------ | ------------------------ | ------- | ------------------------------------------------------ | ---------------------------------------- | ------------------------------------------------------ |
| Julius Stöhr                                                     | Rittergutsbesitzer und Advokat auf Gauern              | Rittergutsbesitzer       | 1860    | Altenburger Kreis                                      | Gustav Friedrich                         | Rittergutsbesitze auf Weißbach                         |
| Hans Julius von Thümmler                                         | Finanzrat auf Untschen                                 | Rittergutsbesitzer       | 1860    | Altenburger Kreis                                      | Georg Ernst von Thümmler                 | Landkammerrat auf Serba                                |
| Friedrich Leopold Wolf Ludwig Wendelin von Gerstenbergk          | Kammerherr auf Rautenberg                              | Rittergutsbesitzer       | 1860    | Saal-Eisenberger Kreis                                 | Herrmann Robert Nordmann                 | Rittergutsbesitzer auf Treben und Haselbach            |
| Hermann Theodor von Beust                                        | Kammerherr auf Langenorla                              | Rittergutsbesitzer       | 1860    | Saal-Eisenberger Kreis                                 | Gottwerth Ferdinand August Löber         | Rittergutsbesitzer auf Eichenberg                      |
| Hans Conon von der Gabelentz                                     | Minister a. D., wirklicher Geheimer Rat auf Bolschwitz | Rittergutsbesitzer       | 1863    | Altenburger Kreis                                      | Eduard Ludwig Christoph von Brandenstein | Forstmeister auf Hain                                  |
| Louis von Stieglitz                                              | Kammerherr und Advokat auf Mannichswalde               | Rittergutsbesitzer       | 1863    | Altenburger Kreis                                      | Adolph von Bachoff von Echt              | Kammerherr und Oberleutnant a. D. auf Dobitschen       |
| Ernst Friedrich von Beust                                        | Rittergutsbesitzer auf Serba                           | Rittergutsbesitzer       | 1863    | Saal-Eisenberger Kreis                                 | Christian Otto Winkler                   | Rittergutsbesitzer auf Hainchen                        |
| Alexander Wolfgang von Schwarzenfels genannt von Rothkirch-Trach | Kammerherr und Hauptmann a. D. auf Altenberga          | Rittergutsbesitzer       | 1863    | Saal-Eisenberger Kreis                                 | Hans von Hardenberg                      | Kammerherr auf Schlöben, Rabis und Möckern             |
| Moritz Laurentius                                                | Oberbürgermeister in Altenburg                         | Städte                   | 1860    | Altenburg                                              | Friedrich Franz von Broke                | Appellationsgerichtsrat in Altenburg                   |
| Arno Königsdörfer                                                | Justizrat und Hofadvokat in Altenburg                  | Städte                   | 1860    | Altenburg                                              | Christian Theodor Wolf                   | Dr. phil in Altenburg                                  |
| Otto Heinrich Hase                                               | Bürgermeister und Advokat in Schmölln                  | Städte                   | 1860    | Schmölln                                               | Ernst Kirchner                           | Lohgerbemeister in Schmölln                            |
| Karl Theodor Sonnenalb                                           | Advokat in Ronneburg                                   | Städte                   | 1860    | Ronneburg                                              | Gottlieb Maul                            | Fabrikant in Ronneburg                                 |
| Meinhold Wagner                                                  | Notar in Meuselwitz                                    | Städte                   | 1863    | Lucka, Meuselwitz und Gößnitz                          | Karl Lehmann                             | Ratsassessor und Böttchermeister in Lucka              |
| Robert Rützer                                                    | Bürgermeister in Eisenberg                             | Städte                   | 1863    | Eisenberg                                              | Ferdinand Edinger                        | Ratsherr und Ökonom in Eisenberg                       |
| Johannes Back                                                    | Bürgermeister in Roda                                  | Städte                   | 1863    | Roda                                                   | Ernst Wilhelm Reinhold                   | Schleifmühlenbesitzer in Roda                          |
| Johann Carl Immanuel Kärcher                                     | Zimmermeister in Lobschütz und Kahla                   | Städte                   | 1863    | Kahla, Orlamünde und Raichhausen                       | Johann Karl Benjamin Völker              | Strumpfwirkermeister und Stadtverordneter in Orlamünde |
| Johann Porzig                                                    | Gutsbesitzer in Obermolbitz                            | Bauernstand              | 1860    | Gerichtsämter I und II im Altenburg, Gerichtsamt Lucka | Hermann Köhler                           | Gutsbesitzer in Petsa                                  |
| Georg Werth                                                      | Gutsbesitzer und Amtsrichter in Großenstein            | Bauernstand              | 1860    | Gerichtsamt Ronneburg                                  | Zacharias Kresse                         | Gutsbesitzer und Amtsrichter in Bethenhausen           |
| Christian Friedrich Kluge                                        | Gutsbesitzer und Gemeindevorsteher in Etzdorf          | Bauernstand              | 1860    | Gerichtsamt Eisenberg                                  | Johann Michael Poser                     | Gutsbesitzer und Amtsschulze in Reichenbach            |
| Johann Christian Friedrich Prager                                | Ritterguts- und Gasthofsbesitzer in Ottendorf          | Bauernstand              | 1860    | Gerichtsamt Roda                                       | Johann Wilhelm Opitz                     | Amtsschultheiß in Hainbücht                            |
| Valentin Apel                                                    | Gutsbesitzer in Knau                                   | Bauernstand              | 1863    | Gerichtsämter I und II im Altenburg, Gerichtsamt Lucka | Hermann Köhler                           | Gutsbesitzer in Gerstenberg                            |
| Johann Kühn                                                      | Schankwirt und Gutsbesitzer in Garbisdorf              | Bauernstand              | 1863    | Gerichtsamt Gößnitz                                    | Abraham Müller                           | Gutsbesitzer in Frohnsdorf                             |
| Johann Rauschenbach                                              | Gutsbesitzer in Bohra                                  | Bauernstand              | 1863    | Gerichtsamt Schmölln                                   | Johann Jacob Burkhardt                   | Gutsbesitzer in Kummer                                 |
| Adam Traugott Gläser                                             | Amtsschultheiß in Seitenroda                           | Bauernstand              | 1863    | Gerichtsamt Kahla                                      | Johann Georg Christian Merker            | Amtsschultheiß in Oelsnitz                             |
| Theodor Schmidt                                                  | Kaufmann und Fabrikant in Altenburg                    | Handels- und Fabrikstand | 1860    | ./.                                                    | Heinrich Heidenreich                     | Kaufmann in Ronneburg                                  |